# 어니부기
《어니부기》(カメール 카메루[*], 영어: Wartortle 워토틀[*])는 포켓몬스터 시리즈에 등장하는 가공의 캐릭터(몬스터)이다. 분류는 거북 포켓몬이다.

## 같이 보기
- 포켓몬스터
- 포켓몬의 목록